# Allodia neglecta
Allodia neglecta är en tvåvingeart som beskrevs av Edwards 1925. Allodia neglecta ingår i släktet Allodia och familjen svampmyggor. Arten är reproducerande i Sverige. Inga underarter finns listade i Catalogue of Life.